# 임하면
임하면(臨河面)은 대한민국 경상북도 안동시의 면이다. 면사무소 소재지는 충효로 3254(신덕리 523번지).

## 연혁
- 삼국 시대에는 고구려의 굴화군(屈火郡))
- 신라 경덕왕 때 곡성군(曲城郡)으로 고쳤다.
- 고려 시대에는 지금의 월곡과 임동지역을 포함해서 임하현(臨河縣)이 되었다.
- 1906년 임하현을 폐지하고 안동군에 통합하면서 임현내 · 임남 · 임동 · 임북 · 임서면으로 개편
- 1914년 3월 1일  임하 · 임북 · 동후 · 임동면으로 개편(임하면: 11개 리)

11개 리 - 금소, 망천, 고곡, 추목, 신덕, 오대, 현하, 송천, 사의, 임하, 천전
1914년의 행정구역과 현재의 행정구역 비교
| 1914년          | 1914년                                                              | 현재          | 현재                                                                     |
| --------------- | ------------------------------------------------------------------- | ------------- | ------------------------------------------------------------------------ |
| 면              | 리                                                                  | 시·구·면      | 리                                                                       |
| 임하면 (臨河面) | 송천리                                                              | 안동시        | 송천동                                                                   |
| 임하면 (臨河面) | 망천리, 사의리 일부                                                 | 안동시 임동면 | 망천리, 박곡리 일부                                                      |
| 임하면 (臨河面) | 금소리, 고곡리, 신덕리, 오대리, 추목리, 임하리, 천전리, 사의리 일부 | 안동시 임하면 | 금소리, 고곡리, 신덕리, 오대리, 추목리, 임하리 일부, 천전리, 임하리 일부 |
| 임하면 (臨河面) | 현하리                                                              | 안동시 길안면 | 현하리                                                                   |

- 1974년 7월 1일 : 안동댐 건설로 현하리가 길안면으로, 망천리가 임동면으로 편입되고 월곡면의 노산리, 석동리가 임하면으로 편입
- 1983년 2월 15일 : 행정구역 개편으로 송천리, 석동리가 안동시로 편입
- 1993년 11월 15일 : 임하댐 건설로 사의리가 임하리 일부와 임동면 박곡리로 편입

## 행정 구역
| 법정리 | 행정리           | 비고 |
| ------ | ---------------- | ---- |
| 고곡리 | 고곡리           |      |
| 금소리 | 금소1리, 금소2리 |      |
| 노산리 | 노산리           |      |
| 신덕리 | 신덕1리, 신덕2리 |      |
| 오대리 | 오대1리, 오대2리 |      |
| 임하리 | 임하1리, 임하2리 |      |
| 천전리 | 천전1리, 천전2리 |      |
| 추목리 | 추목리           |      |

## 교육 기관
| 학교명       | 소재지                         | 비고        |
| ------------ | ------------------------------ | ----------- |
| 임하초등학교 | 임하면 앞산밑길 9 (신덕리)     |             |
| 금소초등학교 | 임하면 금소길 341-12 (금소리)  | 1999년 폐교 |
| 천전초등학교 | 임하면 독립기념관길 2 (천전리) | 1999년 폐교 |
| 임하중학교   | 임하면 대추나무길 37 (임하리)  | 1999년 폐교 |